# Leptolejeunea amphiophthalma
Leptolejeunea amphiophthalma là một loài Rêu trong họ Lejeuneaceae. Loài này được Zwickel mô tả khoa học đầu tiên năm 1933.